# Magnus Otto Nordenberg
Magnus Otto Nordenberg (ursprungligen Norberg), född 19 januari 1705 i Sibbo, död där 23 augusti 1756, var en svensk fortifikationsofficer.
Magnus Otto Nordenberg var Johan Eriksson Norberg och växte upp på faderns gård Frugård, Mäntsälä. 1713 lämnade familjen Finland sedan ockuperats av Ryssland och familjen vistades fram till fredsslutet i Uppland. Magnus Otto Nordenbergs båda äldre bröder kom 1751 att adlas Nordenskiöld. Magnus Otto Nordenberg inskrevs 1714 vid Uppsala universitet. Kommerserådet Erland von Caméen kom att upptäcka Nordenbergs intresse för mekanik och på hans bekostnad sändes Nordenberg 1725-1728 på en studieresa till Holland, England, Frankrike och Italien. I Nederländerna studerade han matematik, mekanik och kemi och på återresan över Göteborg besökte han Jonas Alströmers manufakturverk i Alingsås. Nordenberg kom dock inte att få någon anställning vid sin återkomst till Sverige utan begav sig till Finland där han tog över Gerknäs säteri och fortsatte sina studier på egen hand. Tillsammans med brodern Carl Fredric anlade han på Fagerö holme i Sibbo skärgård en väderkvarnssåg. Anläggningen finansierades av Erland von Caméen och var tänkt att utgöra grunden för ett stort industrikomplex med kalkugn, saltbruk, repslageri, mjölkvarn, krutbruk, tegelbruk, raffinaderi för valspäck, masugn, skeppsvarv, boktryckeri med mera. Efter Erland von Caméens död 1729 hamnade det dock i olika ägares händer och utvecklingen stannade av. Den förstördes slutligen 1741 av ryssarna under hattarnas ryska krig.
Magnus Otto Nordenberg tog 1735 anställning som konduktör vid fortifikationens brigad i Stockholm. Under två års tid arbetade han med att för fortifikationen ta fram kartor över Finland. Han blev 1741 fortifikationsbefälhavare i Tavastehus där han lät bygga om fästningen och förse den med moderna bröstvärn. Han transporterades senare under året till Finska brigaden och befordrades till löjtnant där. I augusti 1742 sändes han tillsammans med Daniel Ehrenadler från Tavastehus för att kapitulera för de ryska trupperna. Nordenberg stannade efter kapitulationen kvar i Tavastehus och arbetade 1742-1743 som kanslichef vid ryska länsstyrelsen där och arbetade efter fredsslutet 1744-1745 som rysk ingenjörskapten. Under 1743 utförde han fältmätningar i Pyttis.
Nordenberg verkar vid den här tiden ha blivit alltmer förvirrad. Han tog över Stockfors som han med beväpnade underlydande mot dess ägare, Johan Carl Natt och Dag. Han lät 1745 inlämna ett välment förslag till evig freds-, vänskaps- och enighets återställande ibland de kristne, ett memorial som gick ut på att Finland borde förklaras som neutralt område. Det ledde till att han fängslades av ryssarna som förrädare, och efter tre års fångenskap i Fredrikhamn och Viborg överlämnades han till Sverige. Här dömdes han 1750 att mista liv, ära och gods. Domen mildrades 1752 till tre veckors fängelse på vatten och bröd och ett stadgande om att Nordenberg aldrig skulle få lov att inneha någon statlig tjänst. Han levde resten av sitt liv som privatperson på brödernas gods. Här kom han att ägna sig åt teosofi och mystik, bland annat lät att till svenska akademien skicka in en skrift om  Urim och Tummim. Han inskickade senare fler blev, bland annat ett om det gudomliga ljusets trefaldighet och om Urim, Sveriges och all den övriga kristenhetens yppersta klenod.